# Die Volksschule (Film)
Die Volksschule (Originaltitel: Obecná škola) ist ein 1991 gedrehter tschecho-slowakischer Film des Regisseurs Jan Svěrák. Der Film wurde 1992 in der Kategorie Bester fremdsprachiger Film für den Oscar nominiert.

## Handlung
Das Drehbuch wurde von Zdeněk Svěrák, dem Vater des Regisseurs, verfasst und basierte auf dessen Erinnerungen. Der Film spielt in der unmittelbaren Nachkriegszeit der Jahre 1945 und 1946. Die Geschichte wird aus der Sicht des zehnjährigen Eda erzählt. Eda lebt mit seinem gleichaltrigen Freund Tonda in einem Dorf außerhalb Prags. Ihre Schulklasse treibt die Lehrerin ihrer Schule in die Kündigung. Die Lehrerin wird durch den strengen Lehrer Igor Hnízdo ersetzt, der sich als Frauenheld und Antifaschist darstellt, aber ein Hochstapler ist.

## Kritik
Das Lexikon des internationalen Films beurteilt Die Volksschule als:

„Ironisch-versponnener Rückblick auf die Kindheit, der sich einfühlsam die Sichtweise eines Zehnjährigen zu eigen macht; zugleich ein interessanter Beitrag zum Thema Autorität und Verführbarkeit.“

## Wissenswertes
Der auf den Lebenserinnerungen seines Vaters basierende Film war das Regie-Debüt Jan Svěráks und brachte ihm die Nominierung für den Auslands-Oscar 1992 ein. Der Film ist der Beginn einer längeren Zusammenarbeit von Vater und Sohn, aus der mehrere Spielfilme und ein Dokumentarfilm über den Vater hervorgingen. Zusammen mit Kolya (für den Jan Svěrák schließlich den Oscar erhielt) und Leergut gilt der Film als Trilogie der Lebensalter.
Mit dem Film Barfuß übers Stoppelfeld drehte Jan Svěrák 2017 eine Vorgeschichte der Volksschule, die zur Zeit der deutschen Besetzung während des Zweiten Weltkrieges spielt.